# 트라킬로마속
트라킬로마속(Trachyloma)은 털깃털이끼목에 속하는 이끼 속의 하나이다. 트라킬로마과(Trachylomataceae)의 유일속으로 6종으로 이루어져 있다.

## 하위 종
- Trachyloma concavifolium
- Trachyloma diversinerve
- Trachyloma indicum
- Trachyloma planifolium
- Trachyloma pycnoblastum
- Trachyloma wattsii